# Centrale de Guohua Taishan
 (juillet 2021).
Si vous disposez d'ouvrages ou d'articles de référence ou si vous connaissez des sites web de qualité traitant du thème abordé ici, merci de compléter l'article en donnant les références utiles à sa vérifiabilité et en les liant à la section « Notes et références ».
La Centrale de Guohua Taishan est une centrale thermique à flamme alimentée au charbon située dans la province du Guangdong en Chine. Elle est située à proximité de la centrale nucléaire de Taishan.
Avec une capacité installée de 5 000 MW, c'est une des plus importantes centrales au charbon au monde,.